# باربرینو دی موجلو
باربرینو دی موجلو (به ایتالیایی: Barberino di Mugello) یک کومونه در ایتالیا است که در استان فلورانس واقع شده‌است.

## خصوصیات
باربرینو دی موجلو ۱۳۳٫۷ کیلومترمربع مساحت و ۱۰٬۱۱۴ نفر جمعیت دارد و ۲۷۰ متر بالاتر از سطح دریا واقع شده‌است.

## خواهرخوانده
شهر تورلودونس خواهرخواندهٔ باربرینو دی موجلو هست.